# Dick Eklund
Richard "Dick" (eller "Dicky") Eklund (født 9. maj 1957 i Lowell, Massachusetts i USA) er en tidligere professionel bokser i Weltervægtdivisionen og er en tidligere New England weltervægtmester. Han er kendt som "The Pride of Lowell". Eklund er også bror til den tidligere WBU-verdensmester Micky Ward. Filmen The Fighter fra 2010 er baseret på de to brødres fald og rejsning til boksetitlen.

## Professionelle boksekarriere
Hans mest bemærkelsesværdige kamp var den 18. juli 1978, mod Sugar Ray Leonard på Hynes Memorial Auditorium i Boston i Massachusetts. Han gik alle omgange mod Leonard, der i sidste ende vandt kampen med en enstemmig afgørelse. Eklund karriere strakte sig over 10 år fra 1975 til 1985, hvor han opnåede en professionel rekordliste på 19 sejre, heraf fire på knockout, og 10 nederlag. Dick Eklund boksede en enkelt kamp i Danmark, da han den 24. februar 1977 tabte på point til finnen Erkki Meronen over 6 omgange i en kamp i KB Hallen.

## Micky Ward
Eklund er halvbror til konstaterede bokser Micky Ward. Efter Eklund stoppede karrieren, blev han Wards fuldtidstræner for 26 kampe, fra Wards professionelle debut i 1985 indtil sin første pensionering i 1991. Tre af Ward's post-pensionerede kampe blev kåret som Fight of the Year af Ring Magazine. Eklund fungerede som Ward's træner indtil sin pensionering efter hans tredje kamp med Arturo Gatti den 7. juni 2003.
Ward's biografi, skrevet af Bob Halloran og titlen Irish Thunder: The Hard Life and Times of Micky Ward, diskuterer meget af Eklunds liv og karriere.

## Personlige liv
Eklund rejser på nuværende tidspunkt med sin bror, Ward rundt omkring i USA, der giver motiverende taler til universitetsstuderende. Eklund har en søn ved navn Dicky Eklund Jr., der er en kommende skuespiller og musiker, en datter, Kerry Eklund-Moore og en anden søn ved navn Tommy Eklund.
Eklund er en personlig træner og boksetræner i New England.

## På film

### HBO dokumentar i 1995
Eklund blev afhængig af crack-kokain og hans boksekarriere sluttede i 1985. HBO's America Undercover dokumenterede hans liv i en periode på 18 måneder. Dokumentarfilmen, der er opkaldt  High on Crack Street: Lost Lives in Lowell, fulgte Eklund og to andre stofnarkomaner i Lowell, da deres liv var ude af kontrol. Dokumentaren ender med at Eklund får 10-15 års fængsel for indbrud med forsæt til at begå en forbrydelse, kidnapning, maskeret væbnet røveri, og flere andre forbrydelser.

### Paramount Pictures film i 2010
The Fighter, en film instrueret af David O. Russell og med Christian Bale som Eklund og Mark Wahlberg som hans yngre bror Micky Ward, blev udgivet den 10. december, 2010 i USA. Christian Bale vandt en Golden Globe for sin præstation. Filmen var også nomineret til syv Oscars, blandt andet til Christian Bale. Dick Eklund dukkede overraskende op på scenen med Christian Bale da Bale vandt Bedste mandlige birolle for The Fighter ved Screen Actors Guild Awards i 2011.